# Objection Overruled
| Críticas profissionais | Críticas profissionais |
| Avaliações da crítica  | Avaliações da crítica  |
| Fonte                  | Avaliação              |
| ---------------------- | ---------------------- |
| allmusic               | link                   |

Objection Overruled é o nono álbum de estúdio da banda Accept, lançado a 1 de Fevereiro de 1993. Este álbum volta a ter como vocalista principal Udo Dirkschneider, que tinha participado pela última vez em Russian Roulette, de 1986.

## Faixas
Todas as letras e músicas compostas por Accept e Deaffy.
1. "Objection Overruled" – 3:38
2. "I Don't Wanna Be Like You" – 4:19
3. "Protectors Of Terror" – 4:03
4. "Slaves To Metal" – 4:37
5. "All Or Nothing" – 4:32
6. "Bulletproof" – 5:05
7. "Amamos La Vida" – 4:39
8. "Sick, Dirty And Mean" – 4:33
9. "Donation" – 4:48
10. "Just By My Own" – 3:29
11. "This One's For You" – 4:10
12. "Rich & Famous" - 3:10 (Faixa bónus - Versão japonesa)

## Créditos
- Udo Dirkschneider: Vocal
- Wolf Hoffmann: Guitarra
- Peter Baltes: Baixo
- Stefan Kaufmann: Bateria

## Desempenho nas paradas
| Ano  | Chart                         | Posição |
| ---- | ----------------------------- | ------- |
| 1993 | German Albums Chart           | 17      |
| 1993 | Swedish Albums Chart          | 21      |
| 1993 | Swiss Albums Charts           | 22      |
| 1993 | Oricon Japanese Albums Charts | 22      |